# Sanada Masayuki
Sanada Awanokami Masayuki (真田 安房守 昌幸)  (1547 — Kudoyama, 13 de junho de 1611) foi um senhor e daimiô japonês do Período Sengoku. Ele liderou o clã Sanada, uma casa regional da Província de Shinano, que se tornou vassala do clã Takeda da Província de Kai
Junto com seu pai e seu irmãos, Masayuki serviu o clã Takeda durante seu auge, quando era liderado por Takeda Shingen. Após sua queda, Masayuki se tornou líder de seu clã e, apesar do pouco poder, estabeleceu a si mesmo como um daimiô independente sob o regime Toyotomi através de habilidosas manobras políticas entre os poderosos clãs Tokugawa, Hojō e Uesugi.
Conhecido por ter derrotado o poderoso exército Tokugawa no Cerco de Ueda em duas ocasiões separadas, Masayuki é hoje considerado um dos maiores estrategistas militares de sua era. Recentemente, um grande número de aparições em livros, filmes e outras mídias contribuíram para aumentar sua fama.
Ele nasceu como o terceiro filho de Sanada Yukitaka em 1547, mas a data exata é desconhecida. Seu nome de infância era Gengorō (源五郎). No momento de seu nascimento, ele não tinha direito de suceder seu pai por conta de seus dois irmãos mais velhos, Nobutsuna
e Masateru.